# ひばりのドドンパ/車屋さん
「ひばりのドドンパ／車屋さん」（ひばりのどどんぱ／くるまやさん）は、1961年4月15日に発売された美空ひばりのシングル盤レコードである。

## 解説
- オリジナル盤は1961年4月15日発売[1]。その後、当初B面だった「車屋さん」の方を披露する事が多くなり、1988年4月の復帰公演「不死鳥 美空ひばり in TOKYO DOME ~翔ぶ!! 新しき空に向って~」（東京ドーム）でも「車屋さん」を歌唱した。
- 「車屋さん」は、2019年時点ではひばりのシングル売上で歴代20位にランクインされている（日本コロムビア調べ）[2]。
- ひばりの没後、1991年5月にジャニーズ事務所所属だった男性アイドルグループ・忍者が、「車屋さん」のカバー曲「おーい!車屋さん」を3枚目のシングルとして発売、テレビアニメ『21エモン』のOPテーマとして使われた。
- 2004年には東京事変が「車屋さん」をカバーし、シングルとして発売、2005年に行われた東京事変初のライブ・ツアー「東京事変 live tour 2005 “dynamite!”」にて披露されている(その様子は同年発売のライブ映像集「Dynamite out」にて視聴できる)。

## 収録曲

### オリジナル盤
両楽曲とも、作詞・作曲：米山正夫
1. ひばりのドドンパ
編曲：松尾健司
東映映画『魚河岸の女石松』主題歌
2. 車屋さん
編曲：福田正

### 1991年盤
1. 車屋さん
作詞・作曲：米山正夫、編曲：福田正
2. お祭りマンボ
作詞・作曲・編曲：原六朗